# شارتر
شارتر (به فرانسوی: Chartres) نام شهری‌است در فرانسه و مرکز بخش اور-اِ-لوآر (Eure-et-Loir). شارتر در کرانه غربی رود اور و نود و شش کیلومتری جنوب باختری پاریس قراردارد. همچنین فالچر کشیشِ شرکت‌کننده در جنگ‌های صلیبی در مدرسهٔ این شهر تاریخی درس خواند.
از آنجا که این شهر اهمیت بازرگانی دارد به انبار غلهٔ فرانسه نامور گشته‌است.

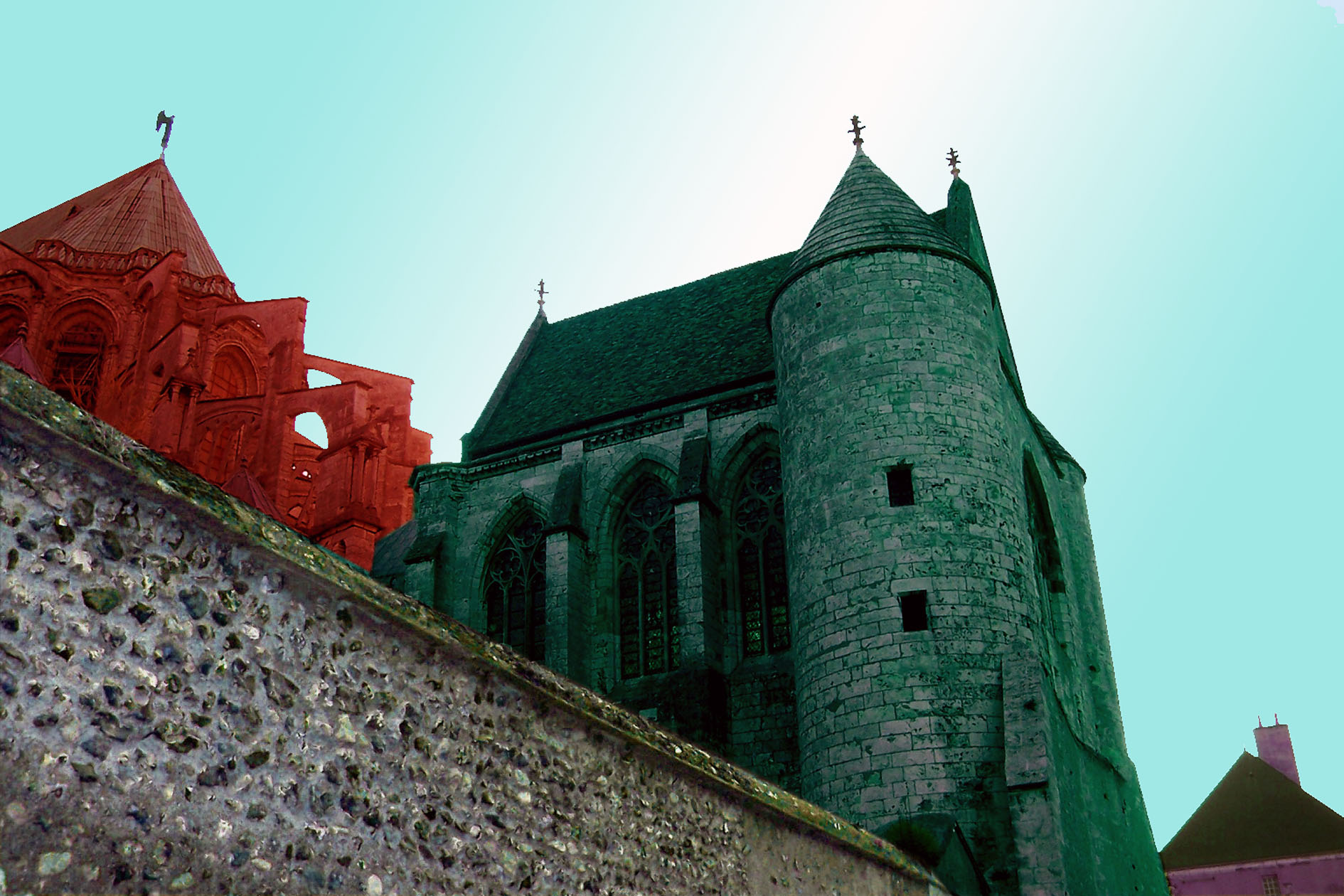

## نگارخانه

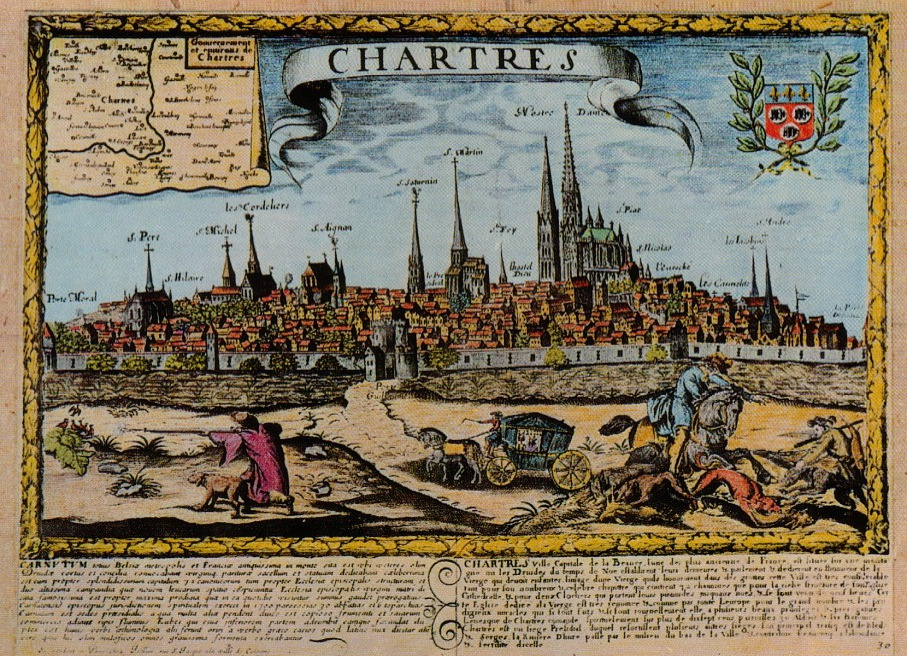
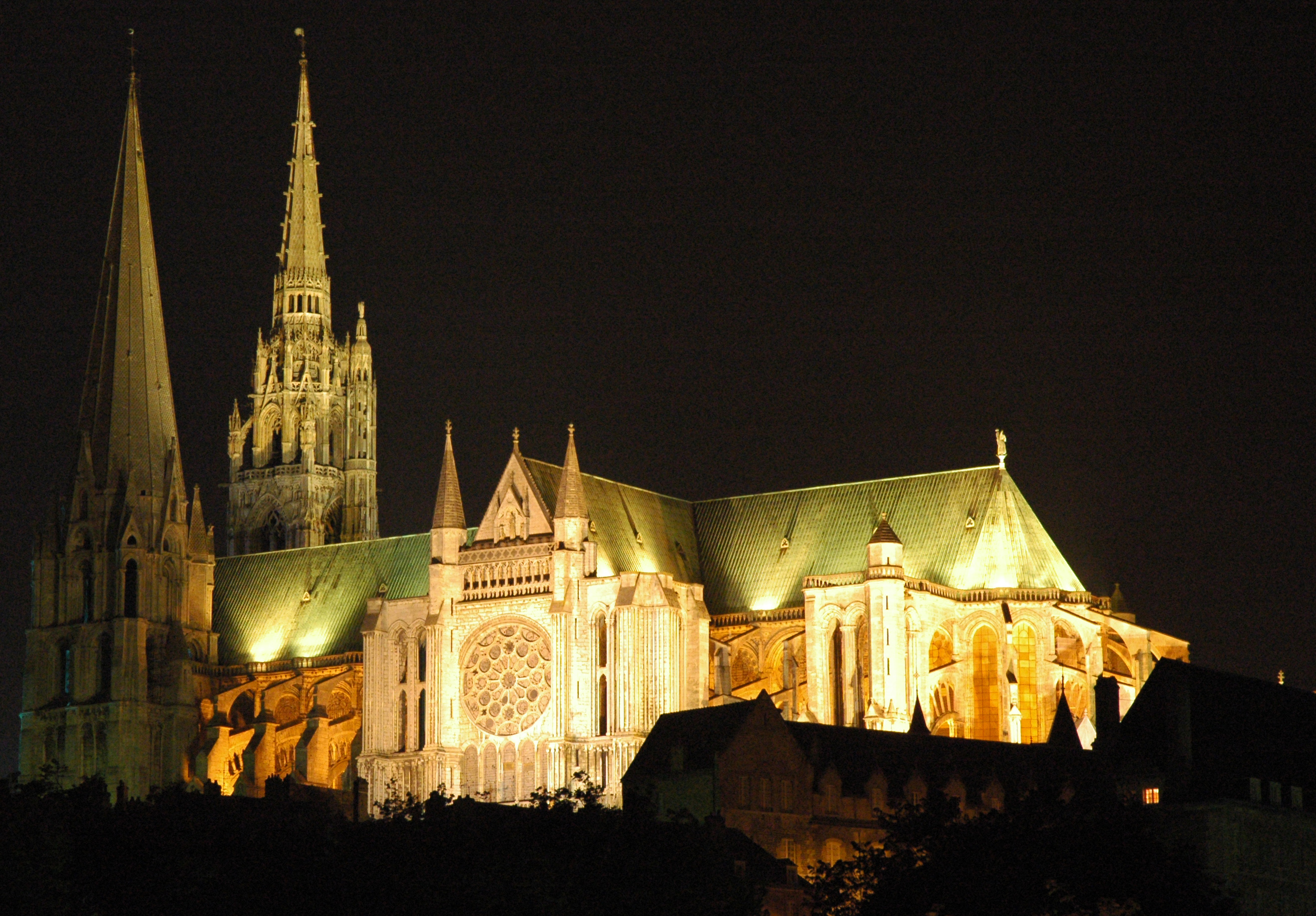
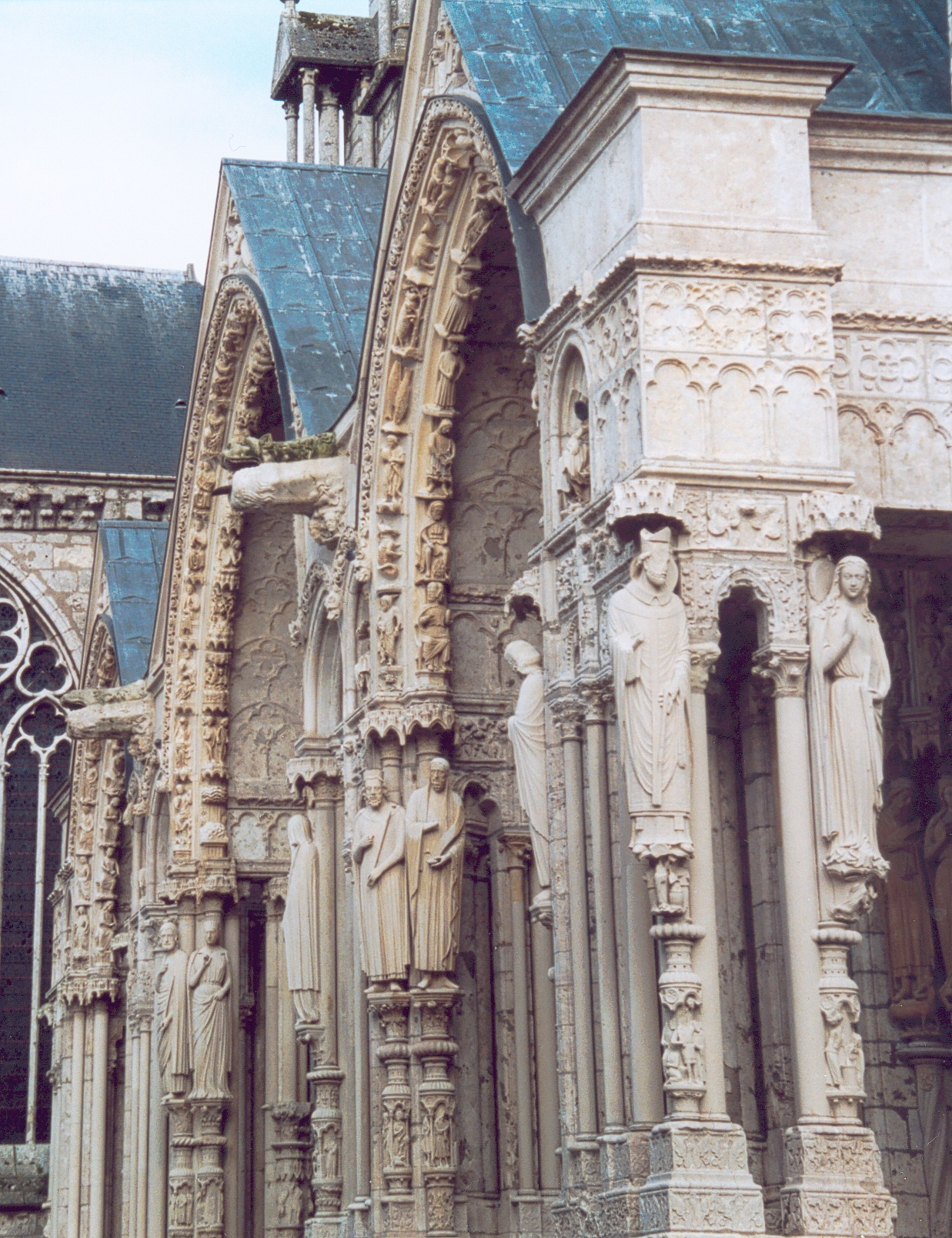
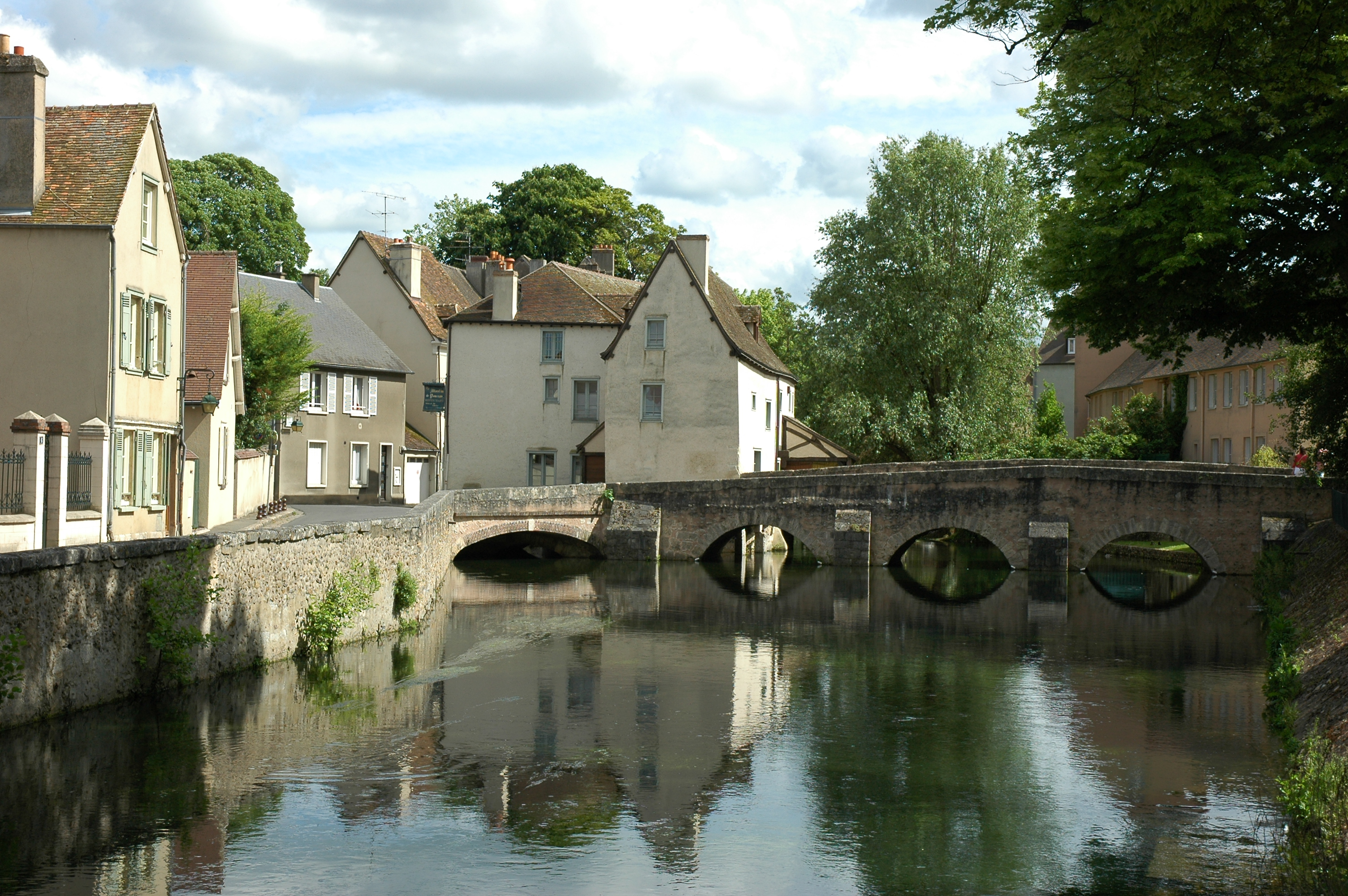
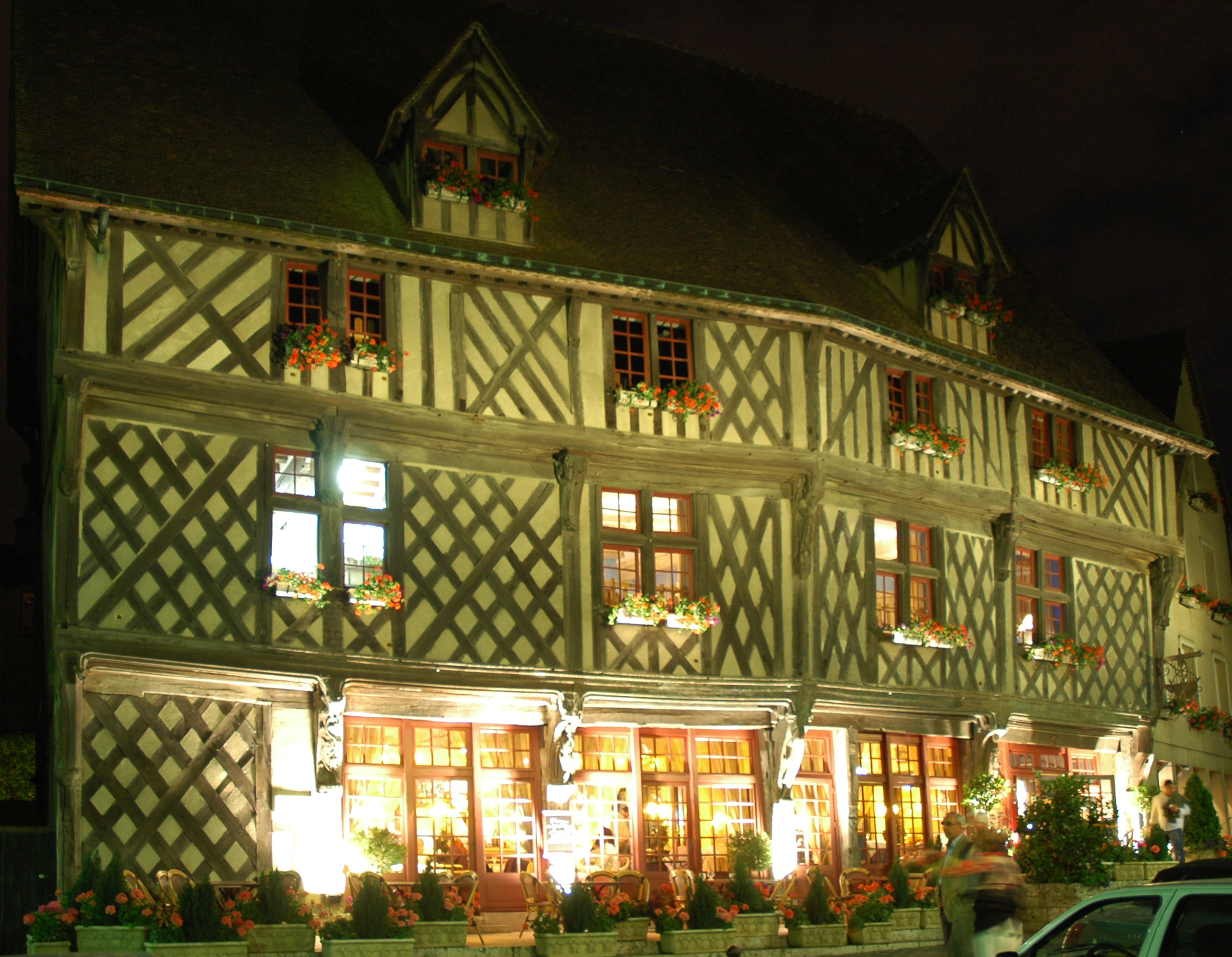
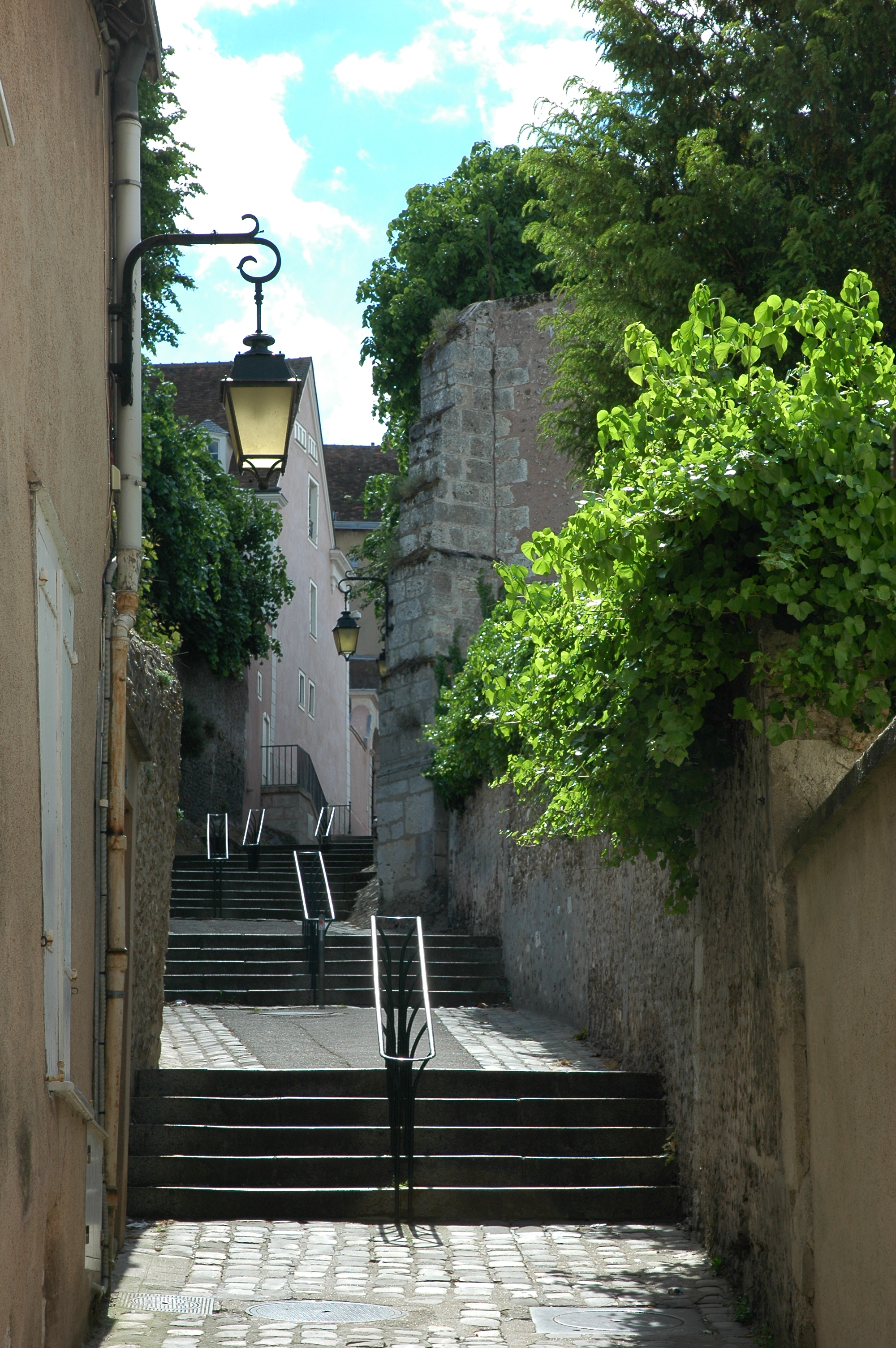
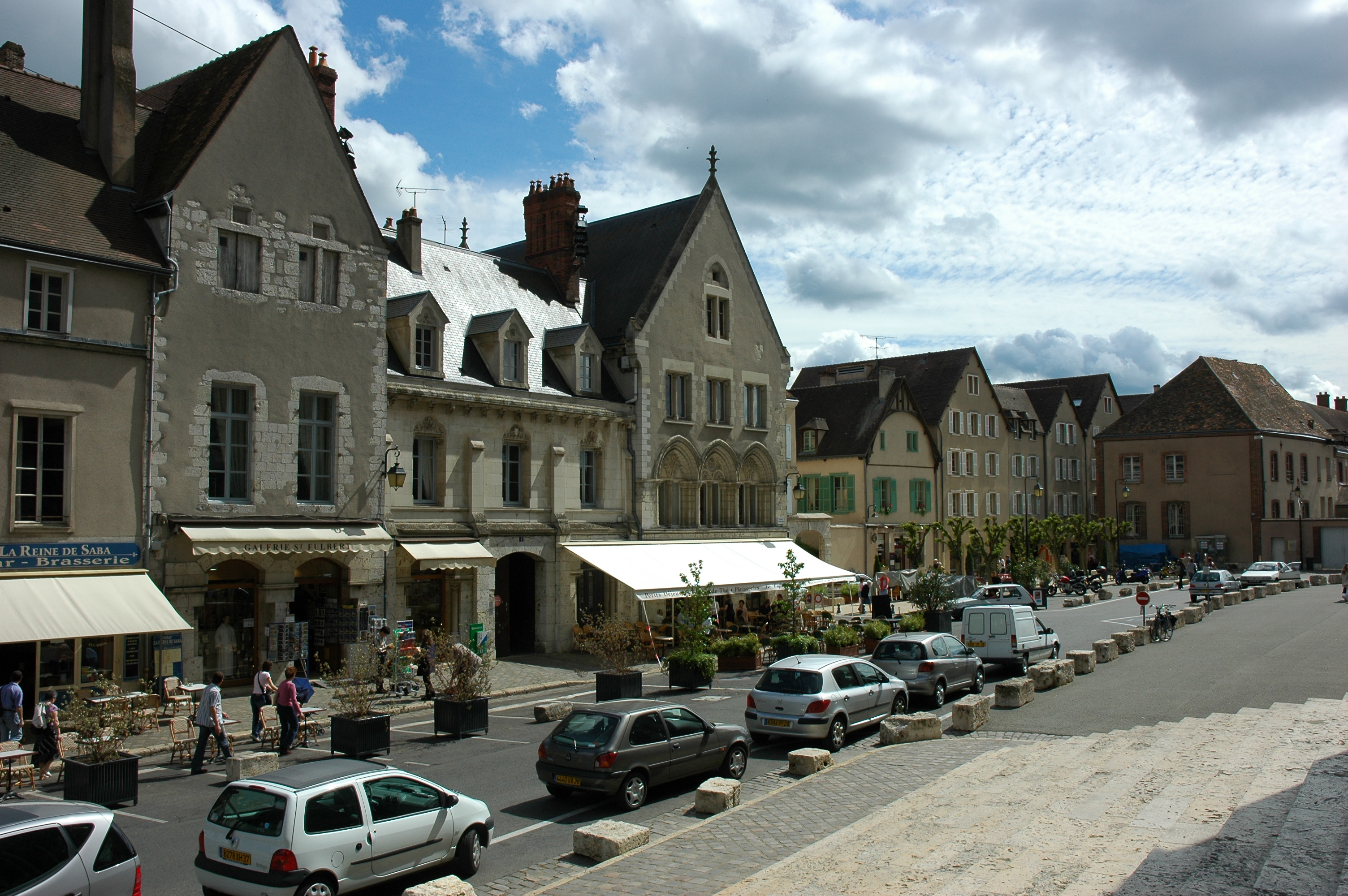
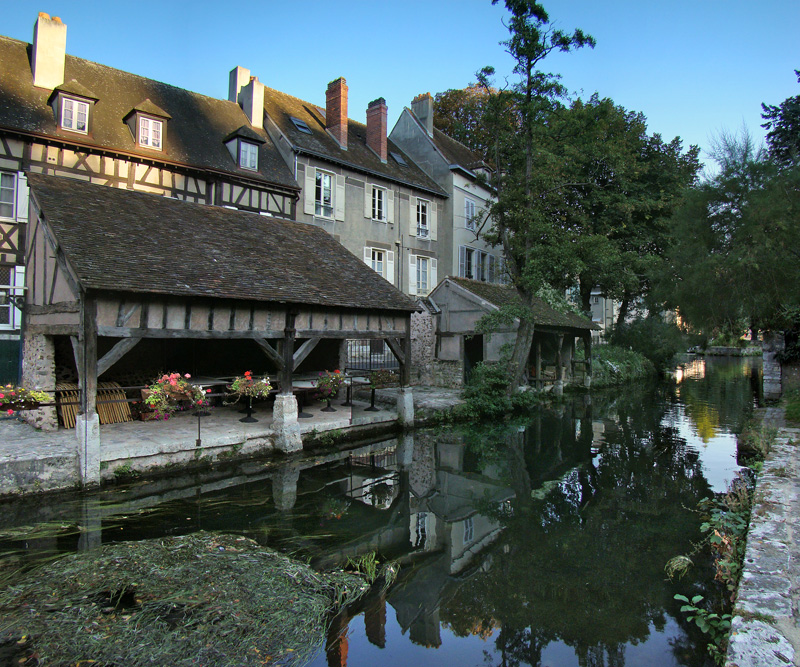

## شهرهای خواهر
- راونای ایتالیا
- اشپایر آلمان
- چیچستر بریتانیا
- بیت لحم فلسطین
- اوورای پرتغال
- کوزکوی پرو